# E8 (潜水艦)
E8 (HMS E8) はイギリス海軍の潜水艦。E級。

## 艦歴
E8はチャタム工廠で建造された。1912年3月12日起工。1914年6月18日就役。建造費105,700ポンド。第一次世界大戦中バルト海で活動した。
1915年10月23日、E8はドイツ装甲巡洋艦プリンツ・アーダルベルトをリーバウ西方20海里の場所で撃沈した。
1918年4月4日、近くに上陸したドイツ軍の手にわたらないようにするため、E1、E9、E19、C26、C27、C35とともにフィンランド湾のHarmaja灯台の沖1.5海里で自沈した。
E8は1958年に引き揚げられ、フィンランドで解体された。